# Józef Henryk Krekora
Józef Henryk Krekora (ur. 1947, zm. 2008) – polski przedsiębiorca, inżynier hutnik, prezes Zarządu Huty Ostrowiec i Starachowickiej Specjalnej Strefy Ekonomicznej, a także przewodniczący Rady Nadzorczej OST – Press Sp. z oo będącej wydawcą między innymi ”Gazety Ostrowieckiej”. Był honorowym prezesem klubu sportowego KSZO S.S.A. Ostrowiec Świętokrzyski. Członek Business Centre Club.

## Życie i działalność
Ukończył II LO im. Joachima Chreptowicza w Ostrowcu Świętokrzyskim, absolwent krakowskiej Akademii Górniczo-Hutniczej im. Stanisława Staszica. Był jednym z 11 członków założycieli Akademicko-Gospodarczego Stowarzyszenia Hutnictwa i długoletnim członkiem jego Zarządu. W wyborach samorządowych do sejmiku województwa świętokrzyskiego z 2006 r., kandydował z list Komitetu Wyborczego Wyborców Porozumienie Samorządowe W. Lubawski, zdobywając 426 głosów. Dyrektor Fabryki Telesto w Suchedniowie. 
Zmarł po operacji kolana, kontuzjowanego w czasie jazdy na nartach, w wyniku powikłań.